# (8618) 1981 DX
(8618) 1981 DX là một tiểu hành tinh nằm ở rìa ngoài của vành đai chính. Nó được phát hiện bởi Schelte J. Bus ở Đài thiên văn Siding Spring gần Coonabarabran, New South Wales, Úc, ngày 28 tháng 2 năm 1981.